# Kabel symetryczny

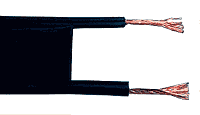
300 Ω kabel symetryczny (twin lead)

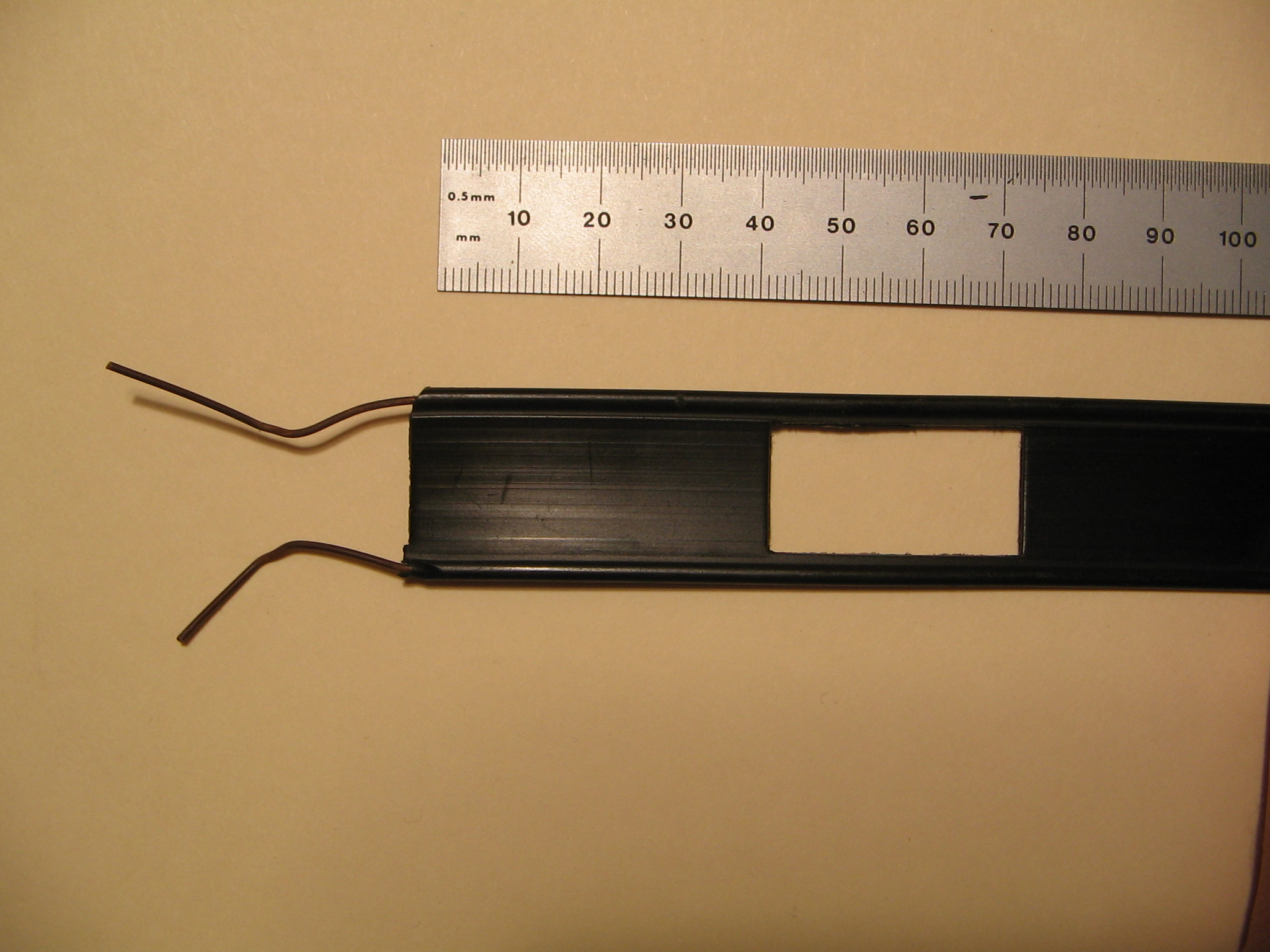
450 Ω drabinka (ladder line)

Kabel symetryczny (ang. twin-lead) jest dwużyłową taśmą wykorzystywaną jako linia przesyłowa sygnałów radiowych.

## Charakterystyka i zastosowanie
Kabel symetryczny wykonywany jest w kilku różnych rozmiarach i z różną impedancją: 600, 450, 300 i 75 omów.
Najczęściej spotykanym jest kabel o impedancji 300 omów, niegdyś powszechnie używany do podłączania anten telewizyjnych i radiowych FM. Ten rodzaj kabla wyparty został przez 75 omowy kabel koncentryczny.
Kabel taki wykorzystywany jest również w amatorskich stacjach radiowych jako symetryczna linia transmisyjna sygnałów radiowych.
Kabel symetryczny zbudowany jest z dwóch, równoległych względem siebie, miedzianych przewodów (lub rzadziej z drutów stalowych pokrytych miedzią), otoczonych izolacją (najczęściej stosowany jest polietylen) – tworząc w ten sposób rodzaj wstążki.
300 omowy kabel symetryczny zbudowany jest zwykle z przewodów o średnicy 20 lub 22 gauge, oddalonych od siebie o 7,5 mm.
450 omowy kabel zbudowany jest z przewodów o średnicy 16 lub 18 gauge, w odległości 20 mm od siebie. Izolacja z tworzywa sztucznego tworząca wstążkę ma co kilka centymetrów prostokątne otwory między przewodami, zastosowane w celu zmniejszenia strat dielektrycznych sygnału – tworząc w ten sposób „szczeble”. Z tego powodu ten rodzaj kabla nazywany jest drabinką (ang. ladder line).
Zaletą kabla symetrycznego są mniejsze o rząd wielkości straty sygnału niż w kablu koncentrycznym, który jest alternatywnym materiałem do budowania linii przesyłowych. Wadą tego kabla jest duża podatność na zakłócenia, w związku z tym do mocowania kabla na zewnątrz budynków lub wzdłuż masztów antenowych używa się izolatorów.

## Impedancja

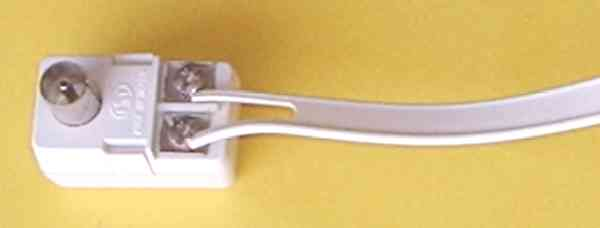
Symetryzator telewizyjny
300 Ω / 75 Ω

W liniach przesyłowych maksymalna sprawność występuje wtedy, gdy impedancja anteny, charakterystyka impedancji  kabla oraz impedancja urządzeń są takie same. W związku z tym, podczas łączenia 300 omowego kabla symetrycznego do koncentrycznego gniazda antenowego 75 omowego, stosuje się symetryzator antenowy 4:1.
Jego zadanie jest podwójne: po pierwsze zmienia impedancję 300 Ω kabla symetrycznego na 75 Ω kabla koncentrycznego, po drugie zamienia zrównoważoną, symetryczną linię przesyłową na asymetryczne wejście koncentryczne.
Linia przesyłowa zbudowana na kablu symetrycznym (zwłaszcza w wersji drabinki), w przypadku niedopasowania impedancji pomiędzy fiderem a źródłem (lub gniazdem antenowym) ma wyższą wydajność niż ta, zbudowana z wykorzystaniem kabla koncentrycznego.
Twin-lead może również służyć jako wygodny materiał do budowy prostych anten dipolowych. Takie anteny mogą być zasilane bezpośrednio kablem 300 Ω lub z użyciem symetryzatorów 300 Ω/75 Ω – kablem koncentrycznym.

## Właściwości elektryczne
|                                |                                | Impedancja falowa | Impedancja falowa |
| 300 Ω                          | 75 Ω                           |                   |                   |
| ------------------------------ | ------------------------------ | ----------------- | ----------------- |
| Pojemność (pF/m)               | Pojemność (pF/m)               | 11,8              | 20                |
| Współczynnik prędkości (VF %). | Współczynnik prędkości (VF %). | 80%               | 71%               |
| Straty (dB/100m)               | 100 MHz                        | 3,6               | 3,6               |
| Straty (dB/100m)               | 300 MHz                        | 7,2               | 7,2               |
| Straty (dB/100m)               | 500 MHz                        | 10,2              | 10,2              |